# Pottenstein (Niederösterreich)
Pottenstein ist eine Marktgemeinde mit 2983 Einwohnern (Stand 1. Jänner 2025) in Niederösterreich im Bezirk Baden. Pottenstein war auch Sitz eines Bezirksgerichtes mit einem eigenen Sprengel.

## Geografie
Der Ort liegt im Triestingtal im Wienerwald im Industrieviertel und war selbst lange Jahre sozial und wirtschaftlich durch die hier ansässige Textilfabrik dominiert. Noch heute dominiert das Industriedenkmal im westlichen Teil der Marktgemeinde das Erscheinungsbild der Ortschaft.
Das Gemeindegebiet umfasst das Triestingtal zwischen Weißenbach und Berndorf in einer Meereshöhe von knapp über 300 Meter und den Grabenweggraben. Dieser ist von bewaldeten Bergen umgeben, deren höchste sind Auf der Wurzen (692 m) und Kühberg (578 m) im Norden, sowie Höhenberg (652 m) und Waxeneck (796 m) im Süden.
Die Fläche beträgt 33,37 Quadratkilometer. Davon sind 82 Prozent bewaldet und 12 Prozent sind landwirtschaftliche Nutzfläche.

### Gemeindegliederung
Das Gemeindegebiet umfasst folgende zwei Ortschaften (in Klammern Einwohnerzahl Stand 1. Jänner 2025):
- Fahrafeld (372)
- Pottenstein (2611)

Die Gemeinde besteht aus den Katastralgemeinden Fahrafeld und Pottenstein.

### Nachbargemeinden
|                             | Weissenbach an der Triesting                | Bad Vöslau |
| Furth an der Triesting      | Kompassrose, die auf Nachbargemeinden zeigt |            |
| Pernitz (Bez. Wr. Neustadt) | Hernstein                                   | Berndorf   |

## Geschichte
Die Kirche in Pottenstein wurde bereits 1155 als Pfarrkirche bezeichnet und war die Mutterpfarre des gesamten Triestingtales. In dieser Zeit gab es auch einen Herrschaftssitz, auf der Poto von Potenstaina (Pottenstein) 1120/30 erstmals erwähnt wurde. Die Burg wurde im 15. Jahrhundert zerstört und nicht wieder aufgebaut. Der Ort Pottenstein entstand aus der Kirchensiedlung und wurde 1376 als Markt bezeichnet. Er entwickelte sich im 15. Jahrhundert zum zentralen Wirtschaftsstandort mit Mühlen, Schmieden, Sägewerken und Eisenhämmern, auch Hakenbüchsen wurden hier gefertigt.
Im Jahr 1683 wurde die Kirche bei einem Osmaneneinfall niedergebrannt. 1696 wurde die Kirche dem Minoritenorden übertragen und entwickelte sich zu einem Wallfahrtsort. Das heutige Aussehen erhielt die Wallfahrtskirche Maria Trost zu Beginn des 19. Jahrhunderts.
Die Industrialisierung des 18. Jahrhunderts brachte einen wirtschaftlichen Aufschwung. Die von Melchior Steiner gegründete Klingenfabrik lieferte vor allem an das Militär. Weiters entstanden ein Kupferhammerwerk und eine Baumwollspinnerei. Begünstigt wurde dies durch den Bau der Bahnlinie 1877.

### Bevölkerungsentwicklung
| Pottenstein: Einwohnerzahlen von 1869 bis 2025      | Pottenstein: Einwohnerzahlen von 1869 bis 2025 | Pottenstein: Einwohnerzahlen von 1869 bis 2025 | Pottenstein: Einwohnerzahlen von 1869 bis 2025 | Pottenstein: Einwohnerzahlen von 1869 bis 2025 |
| --------------------------------------------------- | ---------------------------------------------- | ---------------------------------------------- | ---------------------------------------------- | ---------------------------------------------- |
| Jahr                                                |                                                |                                                |                                                | Einwohner                                      |
| 1869                                                | 1869                                           |                                                | 2.259                                          | 2.259                                          |
| 1880                                                | 1880                                           |                                                | 2.592                                          | 2.592                                          |
| 1890                                                | 1890                                           |                                                | 3.033                                          | 3.033                                          |
| 1900                                                | 1900                                           |                                                | 3.584                                          | 3.584                                          |
| 1910                                                | 1910                                           |                                                | 4.078                                          | 4.078                                          |
| 1923                                                | 1923                                           |                                                | 4.134                                          | 4.134                                          |
| 1934                                                | 1934                                           |                                                | 3.861                                          | 3.861                                          |
| 1939                                                | 1939                                           |                                                | 3.754                                          | 3.754                                          |
| 1951                                                | 1951                                           |                                                | 3.087                                          | 3.087                                          |
| 1961                                                | 1961                                           |                                                | 3.082                                          | 3.082                                          |
| 1971                                                | 1971                                           |                                                | 3.021                                          | 3.021                                          |
| 1981                                                | 1981                                           |                                                | 2.688                                          | 2.688                                          |
| 1991                                                | 1991                                           |                                                | 2.671                                          | 2.671                                          |
| 2001                                                | 2001                                           |                                                | 2.905                                          | 2.905                                          |
| 2011                                                | 2011                                           |                                                | 2.982                                          | 2.982                                          |
| 2021                                                | 2021                                           |                                                | 2.888                                          | 2.888                                          |
| 2025                                                | 2025                                           |                                                | 2.983                                          | 2.983                                          |
| Quelle(n): Statistik Austria, Gebietsstand 1.1.2021 |                                                |                                                |                                                |                                                |

## Kultur und Sehenswürdigkeiten

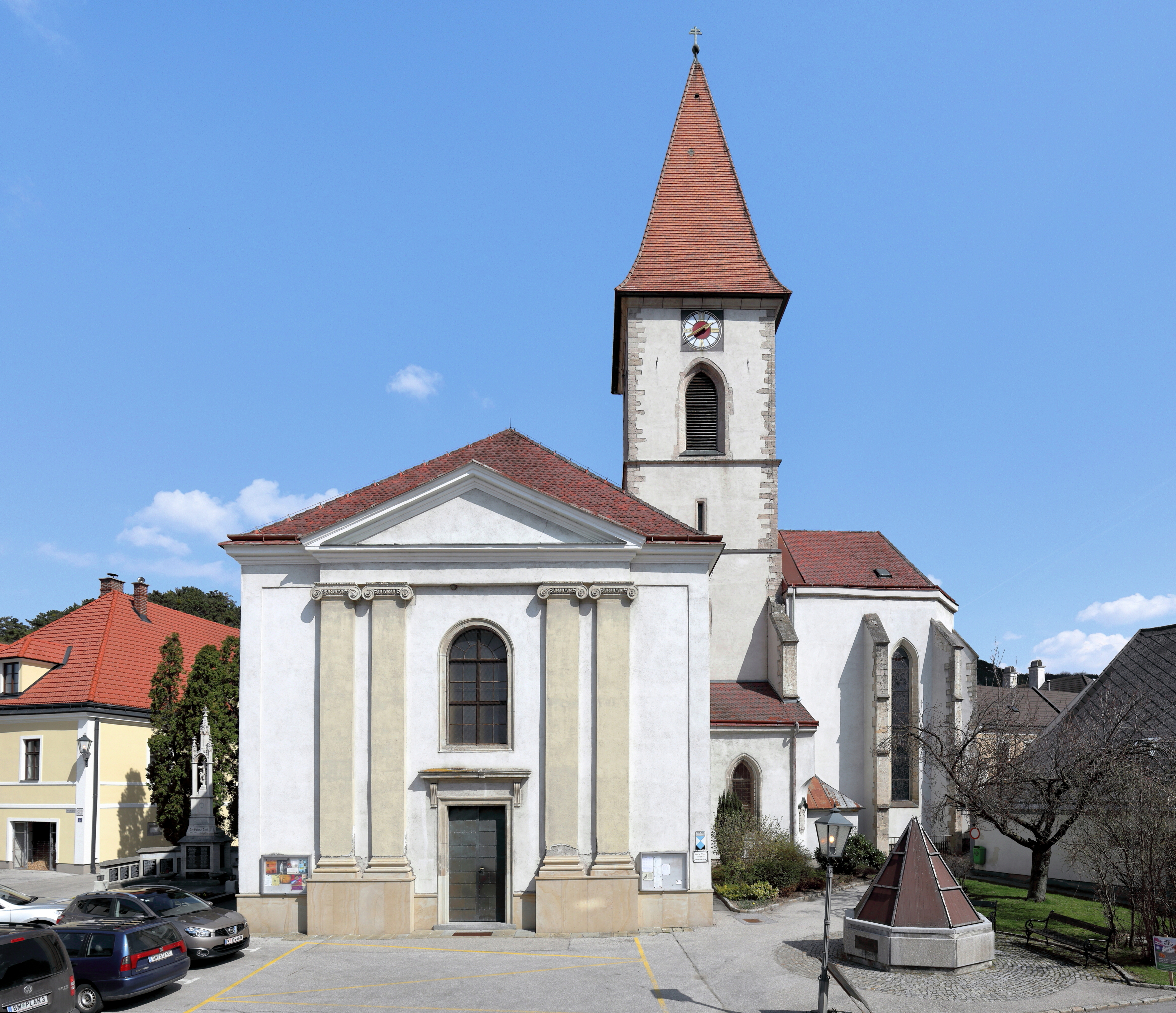
Wallfahrtskirche Pottenstein

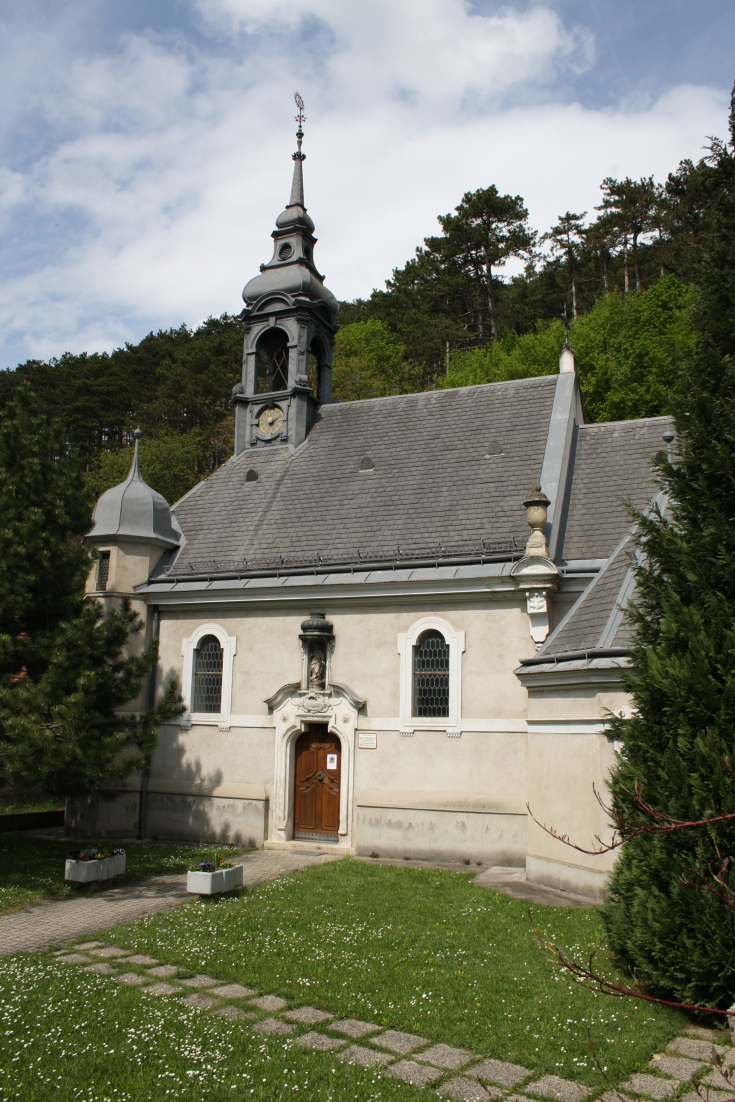
Filialkirche Fahrafeld

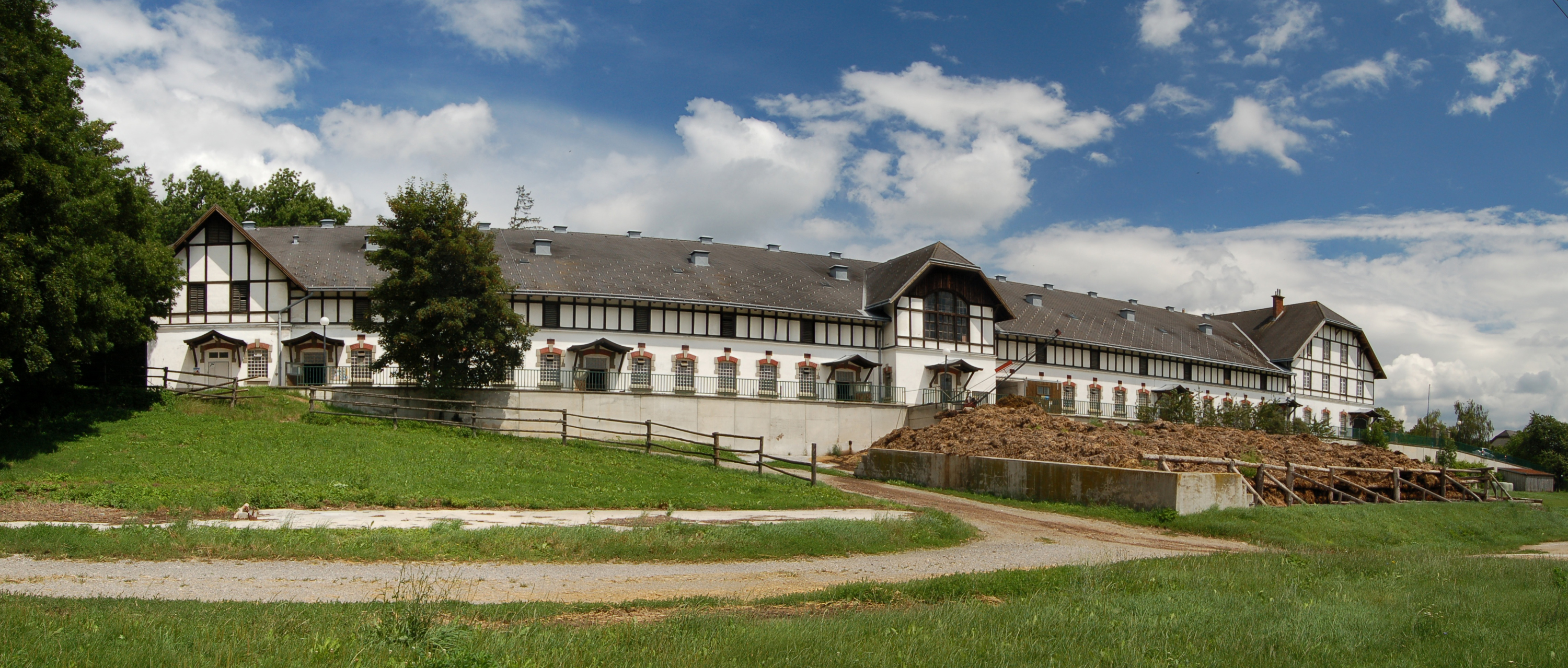
Lehr- und Forschungsgut Kremesberg

- Katholische Wallfahrtskirche Pottenstein Maria Trost im Elend: romanischer, gotischer, und klassizistischer Baustil
- Katholische Filialkirche Fahrafeld hl. Katharina
- Lehr- und Forschungsgut Kremesberg
- Altes Herrenhaus der Tuchfabrik mit Ausstellungsraum und Trauungsraum des Standesamtes
- Antoniusbrünndl (Antoniuskapelle urspr. 1766), Neubau 20. Jahrhundert, Quelle mit Trinkwasserqualität
- Doppelkarner (13. Jahrhundert), Beinhaus hinter der Kirche, Wahrzeichen der Ortschaft (Abbildung im Gemeindewappen), seit Pfingsten 2006 Dauerausstellung „Das kleine Andachtsbild“
- Ferdinand-Raimund-Denkmal (Mitte 20. Jahrhundert), am Hauptplatz
- Ferdinand-Raimund-Sterbehaus im ehem. Gasthaus „Zum Goldenen Hirschen“ am Hauptplatz mit Ferdinand Raimund Sterbezimmer
- Otto-Wagner-Brücke über die Triesting (Straße in Richtung Pernitz)
- Urlauberkreuz (16. Jahrhundert)
- Tuchfabrik (um 1840), Industriedenkmal, heute Straßenmeisterei und Feuerwehr, NÖ Landesausstellung 1989
- Schloss Fahrafeld (nur mehr Reste vorhanden)
- Antoniuskapelle in Grabenweg
- Ferdinand-Raimund-Halle (Veranstaltungshalle)
- Gerichtsgebäude (ehem. Sitz eines Bezirksgerichtes, heute Außenstelle des Bezirksgerichtes Baden)

Pottenstein und Umgebung um 1872 (Aufnahmeblätter der Landesaufnahme)
Ortskern von Pottenstein an der Triesting
Der Westen von Pottenstein mit Grabenwegdörfel (= Grabenweg) an der Straße über den Hals nach Pernitz

## Wirtschaft und Infrastruktur

### Wirtschaftssektoren
Von den 29 landwirtschaftlichen Betrieben des Jahres 2010 waren acht Haupterwerbsbauern. Diese bewirtschafteten 63 Prozent der Flächen. Im Produktionssektor arbeiteten 204 Erwerbstätige im Bereich Warenherstellung, 151 im Baugewerbe und einer in der Energieversorgung. Die wichtigsten Arbeitgeber im Dienstleistungssektor waren die Bereiche soziale und öffentliche Dienste (179) und Handel (105 Mitarbeiter).
| Wirtschaftssektor            | Anzahl Betriebe | Anzahl Betriebe | Erwerbstätige | Erwerbstätige |
| Wirtschaftssektor            | 2011            | 2001            | 2011          | 2001          |
| ---------------------------- | --------------- | --------------- | ------------- | ------------- |
| Land- und Forstwirtschaft 1) | 29              | 33              | 29            | 39            |
| Produktion                   | 35              | 37              | 356           | 362           |
| Dienstleistung               | 155             | 101             | 462           | 567           |

1) Betriebe mit Fläche in den Jahren 2010 und 1999

### Arbeitsmarkt, Pendeln
Im Jahr 2011 lebten 1349 Erwerbstätige in Pottenstein. Davon arbeiteten 301 in der Gemeinde, mehr als drei Viertel pendelten aus. Dafür kamen 546 Menschen aus der Umgebung zur Arbeit nach Pottenstein.

### Öffentliche Einrichtungen
In Pottenstein befinden sich zwei Kindergärten und eine Volksschule.

### Verkehr
- Straße: Die Hauptverkehrsader ist die Hainfelder Straße B18. Außerdem führt eine Straße über den Hals ins benachbarte Piestingtal.
- Bahn: In Pottenstein gibt es einen Bahnhof der Leobersdorfer Bahn.
- Rad: Durch Pottenstein und Fahrafeld führt auch der Randwanderweg „Triestingtal-Weg“, mehrere Mountainbike-Strecken und im Winter bei ausreichend Schnee sogar eine Loipe.

### Vereine
- Jugendtheatergruppe Pottenstein, gegründet 1996
- IPPON-Pottenstein, Verein für Bewegung und Bildung. Seit 2007 wird hier Selbstverteidigung, Jiu Jitsu, Goshindo und BJJ gelehrt.
- Forum für Kultur und Fremdenverkehr, Pottenstein-Fahrafeld[10], entstanden im Mai 2016 aus
  - Fremdenverkehrsverein (FVV), gegründet 1882 als „Verschönerungsverein“
  - Kulturforum Pottenstein, gegründet 1989
- Fußballverein SC Pottenstein
- Männergesangsverein, gegründet 1862
- Naturfreunde Pottenstein/Berndorf
- Oldtimer-Club Pottenstein, gegründet 1999
- Pfadfindergruppe Pottenstein, gegründet 1988
- Volkstanz- und Brauchtumsgruppe Pottenstein, gegründet 1974
- Sportunion Pottenstein, gegründet 1951
- Tennisklub Pottenstein, gegründet 1974
- Dorferneuerungsverein „Pottenstein i steh auf di“, gegründet 2009
- Jugendfeuerwehr Pottenstein

## Politik

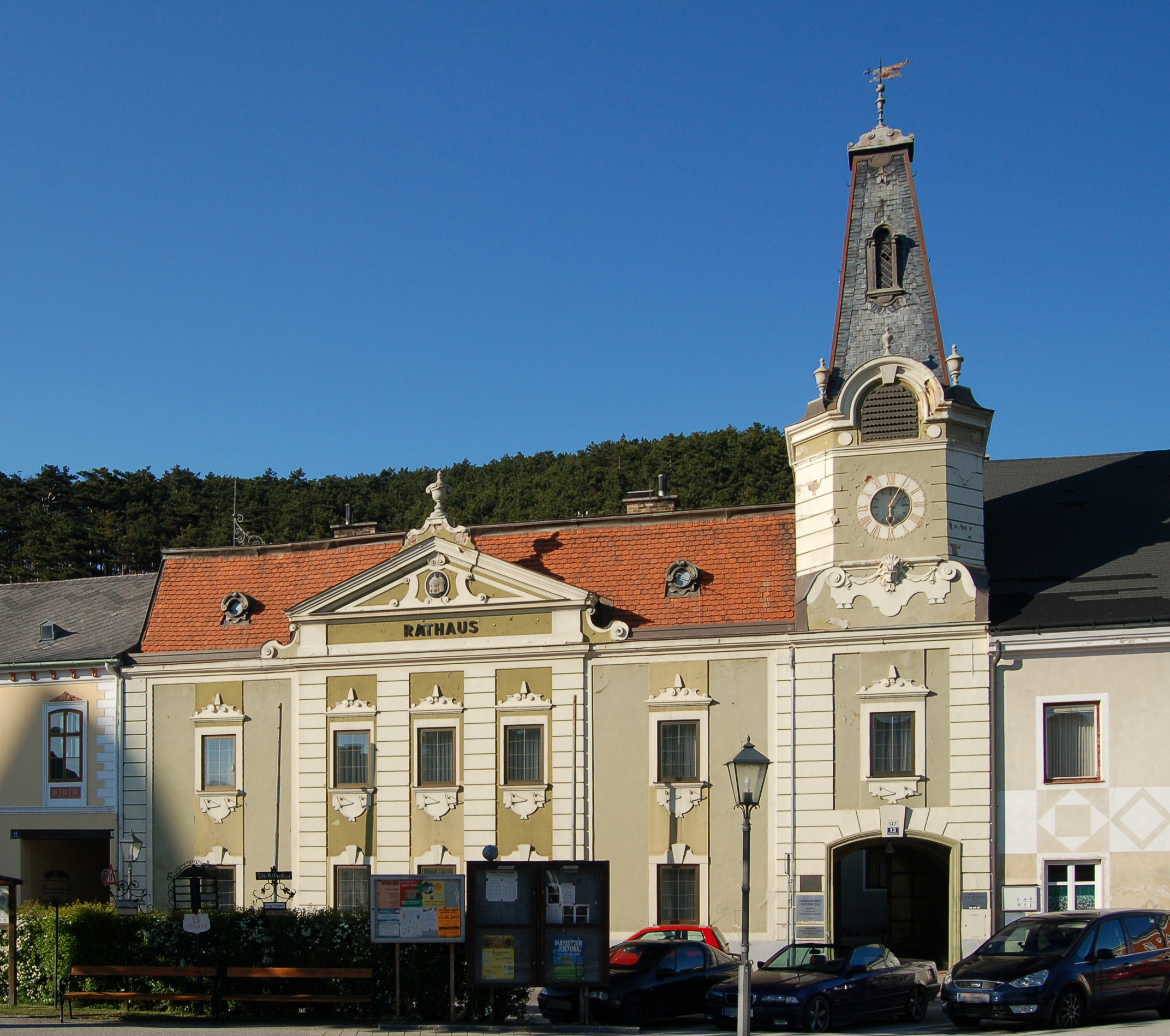
Rathaus

### Gemeinderat
Der Gemeinderat hat 21 Mitglieder.
- Nach den Gemeinderatswahlen in Niederösterreich 1990 hatte der Gemeinderat folgende Verteilung: 12 ÖVP, 8 SPÖ und 1 Sonstige.
- Nach den Gemeinderatswahlen in Niederösterreich 1995 hatte der Gemeinderat folgende Verteilung: 12 ÖVP, 4 SPÖ, 3 BÜRGERLISTE und 2 FPÖ.[11]
- Nach den Gemeinderatswahlen in Niederösterreich 2000 hatte der Gemeinderat folgende Verteilung: 11 ÖVP, 6 SPÖ, 2 FPÖ und 1 BÜRGERLISTE.[12]
- Nach den Gemeinderatswahlen in Niederösterreich 2005 hatte der Gemeinderat folgende Verteilung: 10 ÖVP, 10 SPÖ und 1 BÜRGERLISTE.[13]
- Nach den Gemeinderatswahlen in Niederösterreich 2010 hatte der Gemeinderat folgende Verteilung: 11 SPÖ, 9 ÖVP und 1 BÜRGERLISTE.[14]
- Nach den Gemeinderatswahlen in Niederösterreich 2015 hatte der Gemeinderat folgende Verteilung: 11 SPÖ, 6 ÖVP, 2 GRÜNE und 2 FPÖ.[15]
- Nach den Gemeinderatswahlen in Niederösterreich 2020 hatte der Gemeinderat folgende Verteilung: 16 SPÖ, 3 ÖVP und 2 GRÜNE.[16]
- Nach den Gemeinderatswahlen in Niederösterreich 2025 hat der Gemeinderat folgende Verteilung: 16 SPÖ, 2 ÖVP, 2 GRÜNE und 1 FPÖ.[17]

### Bürgermeister
- bis 2005 Paul Paumgartner (ÖVP)
- 2005–2012 Manfred Schweiger (SPÖ)
- 2012–2018 Eva Baja-Wendl (SPÖ)
- seit 2018 Daniel Pongratz (SPÖ)[18]

### Wappen
Im Jahr 1989 wurde der Gemeinde folgendes Wappen verliehen: In einem durch eine silberne Mauer von Grün auf Rot geteilten Schild ein silberner Doppelkarner mit Kegeldächern und schwarzen Fenstern.

### Gemeindepartnerschaften
Pottenstein unterhält Partnerschaften mit der oberfränkischen Stadt Pottenstein und mit der tschechischen Gemeinde Potštejn.

## Persönlichkeiten
- Matthäus von Rosthorn (1721–1805), Industrieller, gründete 1792 in Fahrafeld ein Walzwerk
- Ferdinand Raimund (1790–1836), österreichischer Dramatiker, in Pottenstein gestorben
- Petar Preradović (1818–1872), kroatischer Schriftsteller, starb in Fahrafeld
- Simon von Wimpffen (1867–1925), Gründer des Kurbetriebs in Neuhaus bei Weissenbach an der Triesting, lebte zeitweilig in Fahrafeld
- Felix Imre (1917–1943, hingerichtet), Antifaschist
- Friedrich Obleser (1923–2004), deutscher Generalleutnant und von 1978 bis 1983 Inspekteur der Luftwaffe
- Leo Wirtner, Heimatforscher
- Daniela Fally  (* 1980), Opernsängerin
- Günther Fiala (* 1982), Komponist